# Augustus Rhodes Sollers
Augustus Rhodes Sollers (ur. 1 maja 1814, zm. 26 listopada 1862) – amerykański polityk związany z Partią Wigów. W latach 1841–1843 był przedstawicielem siódmego okręgu wyborczego w Maryland w Izbie Reprezentantów Stanów Zjednoczonych. W latach 1853–1855 ponownie zasiadał w Izbie Reprezentantów Stanów Zjednoczonych, tym razem jako przedstawiciel szóstego okręgu wyborczego w Maryland.